# Nigrothema
Nigrothema is een geslacht van rechtvleugeligen uit de familie krekels (Gryllidae). De wetenschappelijke naam van dit geslacht is voor het eerst geldig gepubliceerd in 1991 door Desutter-Grandcolas.

## Soorten
Het geslacht Nigrothema  is monotypisch en omvat slechts de volgende soort:
- Nigrothema peruviensis (Desutter-Grandcolas, 1991)